# Canabae

Vindobona (het huidige Wenen) rond 250-300 met in blauwgrijs aangegeven de locatie van de canabae legionis.

Canabae of canabae legionis was de benaming voor een bij een Romeins legerkamp (castrum) gelegen dorp. Een andere benaming is vicus: vici lagen in tegenstelling tot een canabae legionis niet altijd bij een fort of legerkamp, maar konden ook bij een brug, wegenkruising of op een andere economisch aantrekkelijke plaats liggen.
In de canabae legionis konden de soldaten zich buiten de diensturen ontspannen: in het dorp bevonden zich kroegen en hoeren, maar ook handwerkslieden, kooplui, veteranen en gezinnen van soldaten.